# Таджикский государственный институт культуры и искусств имени Мирзо Турсунзаде
Таджикский государственный институт культуры и искусств имени Мирзо Турсунзаде (тадж. Донишкадаи давлатии фарҳанг ва санъати Тоҷикистон ба номи Мирзо Турсунзода, прежнее Государственный институт искусств Таджикистана; с 3.07.2015 года — Государственное учебное учреждение «Таджикский государственный институт культуры и искусств имени Мирзо Турсунзаде») — высшее учебное заведение Таджикистана. Расположено в столице республики — г. Душанбе.
Занимается подготовкой специалистов в области культуры и искусства.

## История
В 1967 году в Душанбинском педагогическом институте им Т. Г. Шевченко был создан факультет искусств. В 1973 году на его базе решением Совета Министров СССР был создан Государственный институт искусств Таджикистана.
В 1978 году решением Совета министров Таджикской ССР институту присвоено имя народного поэта Таджикской ССР, Героя Социалистического Труда Мирзо Турсунзаде.

## Структура
В институте действуют 5 факультетов
- Факультет искусства и культуры
- Факультет театра, кино и телекоммуникаций
- Библиотечно-информационный факультет
- Факультет музыкального образования
- Факультет повышения квалификации

За время существования институт подготовил свыше 5500 специалистов в области культуры и искусства республики.
Таджикский государственный институт искусств тесно сотрудничает с Санкт-Путербургским государственным институтом культуры, Московским государственным институтом культуры, Российской международной академией туризма, Дайдженским университетом Южной Кореи, Академией искусств Центральной Азии и др.